# Divandu albimarginatus
Divandu albimarginatus – gatunek słodkowodnej ryby z rodziny pielęgnicowatych, jedyny przedstawiciel rodzaju Divandu.

## Występowanie
Kongo i Gabon.

## Opis
Osiąga do 12 cm długości.